# Tapani Valsta
Tapani Valsta   (Ulvila, 4 d'octubre de 1921 - Hèlsinki, 21 d'abril de 2010) va ser un pianista, organista i educador musical finlandès.
Valsta va obtenir un diploma d'organisme a l'Acadèmia Sibelius el 1946 sota el lideratge d'Elis Mårtenson i un diploma de piano el 1947 dirigit per Ilmari Haapalainen. Valsta va celebrar el seu primer concert com a organista el 1946 i com a pianista el 1948. Es va graduar a l'"Helsinki Church Music Institute" el 1949. El 1946 va guanyar el segon "Maj Lind Piano Competition". Valsta va completar els seus estudis a França i a Àustria en 1949, 1954, 1961 i 1964, l'Orquestra de la Ràdio com a pianista, es va exercir des de 1953 fins a 1959, a més de la qual cosa se li recorda com acompanyant al piano de solistes vocals. També va aparèixer com a músic de cambra, especialment amb Arto Noras i Seppo Tukiainen.
Des de 1955, Valsta va ser l'organista oficial de l' Ajuntament de Hèlsinki i els seus predecessors, la Parròquia Central de Hèlsinki i l'Església Parroquial. A més va ser professor de piano a la Sibelius Academy de 1959 a 1961, professor de 1961 a 1967 i professor de 1967 a 1985, quan es va retirar. També va ser vicepresident de l'Associació de Solistes de Finlàndia i va presidir l'associació organista de Kanttori de Hèlsinki.
Va rebre el títol de Director de Musics el 1956.
El germà de Tapani era un violoncel·lista, Esko Valsta.